# Bellator 201
Bellator 201: Macfarlane vs. Lara è stato un evento di arti marziali miste tenuto dalla Bellator MMA il 29 giugno 2018 al Pechanga Resort and Casino di Temecula negli Stati Uniti.

## Risultati
|                                        | Divisione             |                          |           |                   | Metodo                                  | Round     | Tempo     | Premio    |
| Main Card                              | Main Card             | Main Card                | Main Card | Main Card         | Main Card                               | Main Card | Main Card | Main Card |
| -------------------------------------- | --------------------- | ------------------------ | --------- | ----------------- | --------------------------------------- | --------- | --------- | --------- |
| Sfida valida per il titolo di campione | Pesi mosca femminili  | Ilima-Lei Macfarlane (c) | batte     | Alejandra Lara    | Sottomissione (armbar)                  | 3         | 3:35      |           |
|                                        | Pesi leggeri          | Saad Awad                | batte     | Ryan Couture      | KO tecnico (pugni)                      | 1         | 4:29      |           |
|                                        | Pesi mosca femminili  | Valérie Létourneau       | batte     | Kristina Williams | Decisione unanime (29–28, 29–28, 29–28) | 3         | 5:00      |           |
|                                        | Pesi piuma            | Juan Archuleta           | batte     | Robbie Peralta    | KO (pugni)                              | 3         | 0:14      |           |
| Card Preliminare                       |                       |                          |           |                   |                                         |           |           |           |
|                                        | Pesi piuma            | Jay Jay Wilson           | batte     | David Conte       | Sottomissione (rear-naked choke)        | 1         | 0:59      |           |
|                                        | Pesi welter           | Ed Ruth                  | batte     | Andy Murad        | KO tecnico (pugni)                      | 2         | 4:59      |           |
|                                        | Pesi welter           | Joey Davis               | batte     | Craig Plaskett    | Decisione unanime (30–26, 30–26, 30–26) | 3         | 5:00      |           |
|                                        | Pesi massimi          | Tyrell Fortune           | batte     | Giovanni Suran    | KO tecnico (pugni)                      | 2         | 4:35      |           |
| Card Postliminare                      |                       |                          |           |                   |                                         |           |           |           |
|                                        | Pesi paglia femminili | Keri Anne Melendez       | batte     | Tiani Valle       | Sottomissione (rear-naked choke)        | 1         | 2:46      |           |
|                                        | Pesi mediomassimi     | Jordan Young             | batte     | Jamal Pogues      | Sottomissione (triangle choke)          | 3         | 3:15      |           |
|                                        | Pesi leggeri          | Jacob Rosales            | batte     | Joshua Jones      | Decisione unanime                       | 3         | 5:00      |           |
|                                        | Pesi gallo            | Ricky Furar              | batte     | Victor Rosa       | Decisione unanime                       | 3         | 5:00      |           |